# Next.js
Next.js — це вебфреймворк з відкритим вихідним кодом, створений приватною компанією Vercel, що дозволяє розробляти веб-додатки на основі React із рендерингом на стороні сервера та генерацією статичних веб-сайтів.
Документація React згадує Next.js серед «Рекомендованих наборів інструментів» і рекомендує його розробникам під час «створення серверного веб-сайту за допомогою Node.js». У той час як традиційні сайти React можуть відтворювати свій вміст лише в браузері на стороні клієнта, Next.js розширює цю функціональність, додаючи можливість генерації веб-сайту на стороні сервера.
Авторські права та торгові марки для Next.js належать компанії Vercel, яка підтримує та очолює розробку фреймворку як програмного забезпечення з відкритим вихідним кодом.

## Передумови
Next.js — це фреймворк React, який розширює його можливості додатковими функціями, включаючи рендеринг на стороні сервера та генерацію статичних веб-сайтів. React — це бібліотека JavaScript, яка використовується для створення веб-додатків, які повністю працюють в браузері на стороні клієнта за допомогою JavaScript. Однак розробники визнають проблеми такого підходу: неможливість роботи веб застосунку при вимкненому JavaScript в браузері користувача або його відсутності, потенційні проблеми з безпекою, значне збільшення часу початкового завантаження сторінки, оскільки необхідно одразу отримати від сервера повний код застосунку та шкода для пошукової оптимізації сайту. Такі фреймворки, як Next.js, розв'язують ці проблеми, дозволяючи окремим частинам або всьому веб-сайту генеруватися на стороні сервера перед відправленням клієнту. Next.js є одним із найпопулярніших фреймворків для React.
Станом на березень 2022 року фреймворк використовується багатьма великими веб-сайтами, зокрема Walmart, Apple, Nike, Netflix, TikTok, Uber, Lyft і Starbucks.